# Cassephyra chartularia
Cassephyra chartularia là một loài bướm đêm trong họ Geometridae.